# داریوش سررشته
داریوش سررشته (زاده ۱۳۱۸ در تبریز - درگذشته ۱۹ آبان ۱۳۹۱ دالِس آمریکا)، از کارمندان ارشد وزارت کشور قبل و بعد از انقلاب اسلامی بوده که  فارغ التحصیل رشته علوم سیاسی از دانشگاه تبریز در سال. ۱۳۴۰ و همچنین پژوهشگر در حوزه ادبیات و تاریخ بوده است . 
وی در طی دوران خدمت خود سمت‌هایی از قبیل استاندار، فرماندار و شهردار را در استان‌های آذربایجان غربی و شرقی و همچنین مسئولیت هایی در وزارت دادگستری در استانهای جنوبی کشور را عهده‌دار بود.
در سال ۱۳۵۹ هنگامی‌ که فرماندار شهرستان ماکو بود توسط وزیر کشور به عنوان استاندار آذربایجان غربی انتخاب شد ، سپس سمت فرمانداری خود در ماکو را تحویل آقای محمود احمدی نژاد ( رییس جمهور پیشین ) دادند.

## سفر به آمریکا و درگذشت
در آخرین سفر وی به ایالات متحده آمریکا او به همراه همسرش سکینه کوزه‌گری اهری شب ۶ نوامبر ۲۰۱۲ از تبریز و از طریق استانبول وارد فرودگاه بین‌المللی دالِس شد. به محض ورود به سالن فرودگاه مأموران امنیتی و FBI بی رحمانه وی را  به مدت ۵ الی ۶ ساعت ایشان را به محل نامعلومی انتقال داده و اجازه هیچگونه همراهی به وکیل و دفتر حافظ منافع ایران در سفارت پاکستان را جهت کمک به ایشان را نداده و در محلی نامعلوم و بی دفاع داریوش سررشته را مورد شدیدترین نوع شکنجه و بازجویی نامتعارف به سبک خودشان قرار دادند.
آنها داریوش سررشته مسافر خسته از پرواز طولانی ۱۵ ساعته را پس از ساعت‌ها آزار و اذیت، تهدید و شکنجه روحی، روانی بازجویی خشن با روش های نامتعارف و نامعلوم، در حالی که رنگ پریده و کاملاً سراسیمه، مضطرب و بیحال و قدرت تکلم نداشته بود را رها کرده و شواهد از حالت ایشان که حتی از فشار وارده نای پاسخگویی به سوالات وکیل ( ناشی از تهدیدات احتمالی ) را نداشته  نزد خانواده‌اش بازگرداندند. 
طبق اسناد پزشکی قبل از سفر و آزمایش‌ها و معاینات پزشکان ایرانی که مستند در آرشیو پزشک خانواده ایشان موجود است، داریوش سررشته از لحاظ جسمی فردی سالم و بدون هیچ گونه عارضه‌ای بوده است، ولی متاسفانه بعد از بازجویی و برگشت به منزل در روز ۸ نوامبر، بر اثر حمله قلبی فوت کرد. اکثر پزشکان آمریکایی بررسی کننده عامل و آثار ظاهری فوت معتقدند وی بر اثر فشار بازجویی و شکنجه روانی تحکم‌آمیز چند ساعته مأموران امنیتی و وارد آمدن فشار و استرس شدید روحی و روانی جان سپرده‌ است. پس از انتشار این خبر از معتبرترین خبرگزاری‌ها از جمله CNN, BBC, FOX NEWS و دیگر شبکه ها و جراید بین المللی و داخلی، وزرات امور خارجه ایران طی بیانیه یی سریعا این اقدام را محکوم و خواستار محاکمه عواملین آن و ارسال سریع جسد مرحوم به میهن شدند.
پسر ارشد مرحوم، علی که در آن زمان در کشور چین تحصیل می کرد با پیگیری‌های مستمر از طریق سفارت‌های ایالات متحده در کشورهای آلمان، امارات متحده عربی و ترکیه موفق به گرفتن مجوز ارسال جسد مرحوم به میهن نشد. حتی مسوولان فرودگاه از دادن تصاویر و ویدئو های محل بازجويی به مقامات قضایی دولت آمریکا امتناع کرده و از کالبد شکافی و بررسی تخصصی پزشکی قانونی جلوگیری کرده و پس فوت ۶۰ روز اجازه دفن  جسد را صادر نکردند ، 
نامه نگاری و رایزنی‌ها برای بازگرداندن جسد پدر به زادگاهش تبریز پس از هفته‌ها به علت نفوذ شدید آمریکای جنایتکار در کشورهای فوق نه تنها بی نتیجه ماند بلکه از صدور ویزا برای جهت سفر و شرکت در مراسم ترحیم و دفن در شهر واشنگتن دی سی نیز جلوگیری به عمل آمد، در نهایت دولت وقت ایالت متحده آمریکا با نیت افزایش تنش بین دو کشور و عدم رعایت حقوق بشر با نهایت بی شرمی و ظلم مجدداً قوانین بین المللی حقوق بشر و کرامت انسانی را زیر پا گذاشت و هم از خروج متوفی از خاک آمریکا جلوگیری و هم از صدور ویزای پسرش علی برای حضور در کنار مزار و شرکت در مراسم تدفین ممانعت کرد، در آخر پس از روزها و هفته ها رایزنی و پیگیری، در کمال ناباوری این بزرگ مرد تبریزی و خدمتگزار میهن در دیار غربت به خاک سپرده شد. 
روحش شاد و یادش گرامی باد.
 